# هادسن (کلرادو)
هادسِن (به انگلیسی: Hudson) شهری در ایالت کلرادو کشور ایالات متحده آمریکا است که جمعیت آن در سرشماری سال ۲۰۱۰ میلادی، ۲٬۳۵۶ نفر بوده‌است.